# Římskokatolická farnost svatého Martina Strážnice
Římskokatolická farnost svatého Martina Strážnice je územní společenství římských katolíků s farním kostelem svatého Martina v děkanátu Veselí nad Moravou.

## Historie farnosti
Původně husitský kostel byl postaven v 15. století v gotickém slohu jako součást nového města strážnického. V roce 1500 zakoupili město Žerotínové. Za jejich vlády působili při bohoslužbách kněží bratrské církve. František Mágnis, který koupil město v roce 1628, změnil náboženské vyznání. Nastala období rekatolizace a od roku 1629 se sloužily katolické bohoslužby. Ke kostelu byla připojena fara, latinská škola a hřbitov. Kostel ve své historii několikrát vyhořel a v letech 1720–25 byl přestavěn v barokním slohu. 

## Duchovní správci
Administrátorem je od ledna 2009 je ThLic. Lukasz Karpiński z řádu piaristů.

## Bohoslužby
| Kostel          | Místo     | Bohoslužba (den)           | Hodina           | Poznámka     |
| --------------- | --------- | -------------------------- | ---------------- | ------------ |
| svatého Martina | Strážnice | neděle úterý středa sobota | 18.30 7.30 18.30 | farní kostel |

## Aktivity ve farnosti
Ve farnosti se pravidelně koná tříkrálová sbírka. Farnost se zapojuje do akce Noc kostelů.
V červenci 2017 se ve Strážnici uskutečnilo týdenní setkání piaristické mládeže ze šesti zemí Evropy.